# Архангельский сельсовет (Липецкая область)
Архангельский сельсовет — сельское поселение в Елецком районе Липецкой области Российской Федерации.
Административный центр — посёлок Солидарность.

## История
Статус и границы сельского поселения установлены Законом Липецкой области от 23 сентября 2004 года № 126-ОЗ «Об установлении границ муниципальных образований Липецкой области»

## Население
| 2010  | 2012  | 2013  | 2014  | 2015  | 2016  | 2017  |
| ----- | ----- | ----- | ----- | ----- | ----- | ----- |
| 3013  | ↘3008 | ↘2991 | ↗3007 | ↘2987 | ↘2974 | ↗2993 |
| 2018  | 2021  |       |       |       |       |       |
| ↘2974 | ↗3394 |       |       |       |       |       |

## Состав сельского поселения
| №  | Населённый пункт | Тип населённого пункта          | Население |
| -- | ---------------- | ------------------------------- | --------- |
| 1  | 434 км           | железнодорожная будка           | 8         |
| 2  | 442 км           | железнодорожная будка           | 9         |
| 3  | Аленка           | деревня                         | 21        |
| 4  | Архангельское    | село                            | ↗309      |
| 5  | Буевка           | деревня                         | 15        |
| 6  | Голубевка        | деревня                         | 4         |
| 7  | Ивлевка          | деревня                         | 0         |
| 8  | Кожуховка        | деревня                         | 30        |
| 9  | Комбаровка       | деревня                         | 1         |
| 10 | Николаевка       | деревня                         | 4         |
| 11 | Новый Ольшанец   | село                            | 139       |
| 12 | Сахаровка        | деревня                         | ↘1        |
| 13 | Солидарность     | посёлок, административный центр | ↘2472     |